# Germania Ovest
Germania Ovest era il termine colloquiale usato tra il 1949 e il 1990 per indicare la Repubblica Federale di Germania (RFG) (in tedesco: Bundesrepublik Deutschland o BRD), detta anche Repubblica Federale Tedesca (RFT), quando occupava solamente la porzione occidentale della nazione tedesca, per distinguerla dalla Germania Est, propriamente Repubblica Democratica Tedesca o RDT (Deutsche Demokratische Republik, o DDR).
Fino al 1990 il territorio della Repubblica Federale di Germania si estendeva  nell'Europa centro-occidentale e confinava a nord con la Danimarca, a est con la Repubblica Democratica Tedesca e con la Cecoslovacchia, a sud con l'Austria e con la Svizzera, a ovest con i Paesi Bassi, il Belgio, il Lussemburgo e la Francia. Solo a nord aveva sbocco sul mare: il mare del Nord e il mar Baltico. La capitale è stata Bonn, sul fiume Reno, sostituita da Berlino nel 1990.
Nacque nel 1949 con l'inizio della guerra fredda; il suo confine con la Germania Est era un tratto della cortina di ferro che divideva l'Europa occidentale, sotto l'egemonia della NATO, dall'Europa orientale, sotto il Patto di Varsavia. Nel 1990, la Repubblica Federale di Germania unificò la nazione tedesca annettendo formalmente lo Stato tedesco-orientale, formando l'attuale Germania, con la quale riveste una continuità giuridica e condivide la medesima denominazione.

## Geografia

### Morfologia
La Germania Ovest si può dividere in quattro zone:
- Pianure settentrionali: si estendono dalle coste del Mare del Nord fino ai rilievi centrali. Lungo le coste, con profondi estuari, si trovavano i maggiori porti del paese: Emden sull'Ems, Bremerhaven e Brema sul Weser e Amburgo sull'Elba.
- Zona centrale: è costituita da rilievi attraversati dal Reno, dalla Mosella, dal Neckar e dal Meno.
- Altopiano Svevo-Bavarese: si estende dalle Alpi al Danubio ed è ricco di laghi, come il Lago di Costanza, il Lago Ammersee e il Lago Chiemsee.
- Alpi tedesche: sono formate dalle Alpi di Algovia, Alpi Bavaresi e Alpi Salisburghesi.

### Idrografia
I fiumi principali sono il Danubio, l'Elba (che però si trovava in gran parte nella Germania Est), il Reno e il Meno.

### Clima
Il clima è continentale, con estati fresche e inverni rigidi.

## Popolazione
La Repubblica Federale di Germania ai tempi della divisione nazionale aveva un incremento annuo dello 0,4% e la popolazione passò dai 59.660.000 abitanti nel 1977 a 63.254.000 abitanti nel 1990. La densità di popolazione si aggirava sui 240 ab/km². L'indice di natalità era del 9,8‰, quello di mortalità dell'11,9‰ e il tasso di mortalità infantile del 19,8‰. 26.817.000 persone costituivano la popolazione attiva e il tasso di urbanizzazione era del 38,3%.
I tedeschi costituivano il 98,6% della popolazione. Le minoranze erano rappresentate da olandesi, polacchi, austriaci e italiani.

## Lingua
Anche dal 1949 al 1990 la Repubblica Federale di Germania ha mantenuto il tedesco come lingua ufficiale. Minoranze linguistiche erano dovute alla presenza di immigrati, ad eccezione del frisone, parlato nello Schleswig-Holstein (dove era riconosciuto anche il danese) e delle varietà slavo-occidentali parlate dai Sorbi in Lusazia.

## Religione
Il 50% della popolazione in Germania Ovest professava il protestantesimo e il 45,1% il cattolicesimo, mentre la minoranza religiosa più diffusa era quella ebraica.

## Città principali
| Città             | Abitanti  |
| ----------------- | --------- |
| Berlino Ovest     | 2.130.525 |
| Amburgo           | 1.734.000 |
| Monaco di Baviera | 1.388.000 |
| Colonia           | 1.015.930 |
| Essen             | 685.411   |
| Francoforte       | 656.470   |
| Dortmund          | 630.609   |
| Duisburg          | 606.529   |
| Stoccarda         | 597.939   |
| Norimberga        | 504.807   |
| Wuppertal         | 414.535   |
| Bonn              | 283.342   |

## Forma di governo
La RFG ha ugualmente mentenuto il sistema di repubblica parlamentare federale tra il 1949 e il 1990, quando era colloquialmente chiamata Germania Ovest. Il potere legislativo è stato esercitato dal Parlamento federale; il potere esecutivo dal Cancelliere e dal Consiglio dei ministri.
L'attuale Germania federale post-riunificazione ha mantenuto la partecipazione all'ONU, IAEA, ILO, FAO, WHO, UNESCO, ICAO, UPU, WMO, OECD, NATO, EURATOM, CECA, CEE.

## Economia

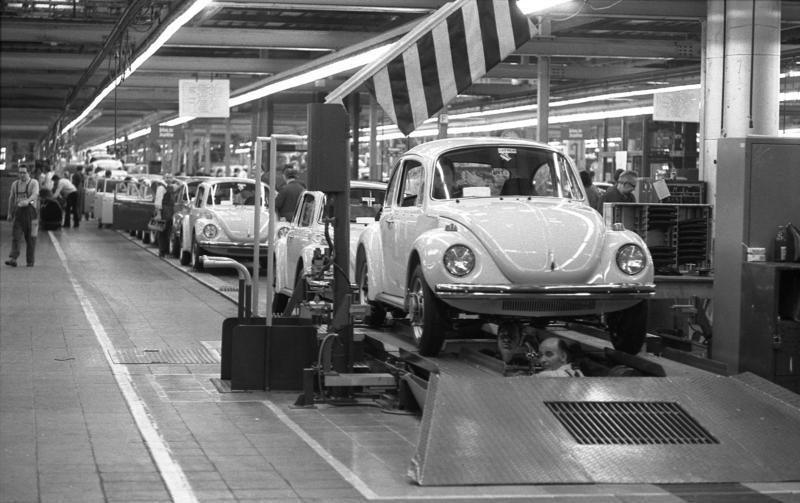
Il Maggiolino Volkswagen (per molti anni l'auto di maggior successo al mondo) sulla catena di montaggio nello stabilimento di Wolfsburg, 1973

Il 7% della popolazione si dedicava all'agricoltura; coltivava segale, frumento, orzo, patate, barbabietola, luppolo, vite, ortaggi e frutta.
Suddivisione agricola del territorio:
| Utilizzo del territorio | Percentuale sul totale della superficie |
| ----------------------- | --------------------------------------- |
| Arativo                 | 30,5%                                   |
| Pascoli e prati         | 21,3%                                   |
| Foreste e boschi        | 28,9%                                   |
| Improduttivo            | 17,2%                                   |

La Germania Ovest disponeva di 25.513.000 m², che però non erano sufficienti al fabbisogno, dato che tendeva a conservare il patrimonio forestale.
Si allevavano, in ordine di importanza: bovini, suini e caprini, da cui si ricavava latte, burro, formaggio.
Si pescavano all'anno 441.711 tonnellate di pesce.
La Germania Ovest godeva di importanti risorse minerarie, soprattutto carbone e ferro, ma anche piombo, zinco, uranio, rame, sali potassici e salgemma. Si estraevano inoltre petrolio (5.532.000 t) e gas naturale (18.408.000.000 m³).
Grazie alle molte risorse minerarie, la Germania Ovest aveva un'industria metallurgica, siderurgica e meccanica molto sviluppata. Anche l'industria chimica era molto importante, mentre nell'industria alimentare fondamentale era la produzione di birra.

## Commercio
Il paese importava prodotti alimentari, tessili, petrolio e gas naturale, ferro e abbigliamento; esportava macchinari, prodotti chimici, autoveicoli, ferro, acciaio e carbone.

## Situazione territoriale
La RFG venne proclamata il 23 maggio 1949 e dichiarata pienamente sovrana il 5 maggio 1955, con Bonn come capitale provvisoria. Comprendeva le zone di occupazione britannica, statunitense e francese stabilite alla fine della seconda guerra mondiale. Durante la guerra fredda, nel quadro della contrapposizione globale tra blocchi, rimasero sul suo territorio alcune unità straniere:
- Armata Britannica del Reno - British Army of the Rhine (BAOR)
- Seventh United States Army e USAREUR

La Repubblica Federale di Germania aderì alla NATO il 9 maggio 1955. La nazione divenne quindi un punto focale della guerra fredda, grazie alla sua contrapposizione alla Repubblica Democratica Tedesca, che apparteneva al Patto di Varsavia. La tradizionale capitale tedesca, Berlino, completamente circondata dal territorio della DDR, costituiva un'ulteriore entità autonoma ed era anch'essa divisa tra le potenze occupanti (i quartieri sovietici erano stati unilateralmente annessi alla DDR e quelli occidentali costituivano una sorta di città-stato autonoma nella quale si applicavano le leggi promulgate dal Parlamento federale di Bonn).
Dopo la caduta del muro di Berlino, il 9 novembre 1989, la riunificazione dei due Stati tedeschi ebbe velocemente una concreta attuazione. La Repubblica Federale Tedesca ha formalmente annesso i Länder della Germania Est, appositamente ricostituiti per uniformarsi, a livello amministrativo, al sistema federale dell'Ovest. La riunificazione tedesca avvenne il 3 ottobre 1990 e le quattro potenze occupanti si ritirarono ufficialmente il 15 marzo 1991. Da allora, la Repubblica Federale di Germania è la sola entità statale della nazione tedesca.

### Esplicative
1. 1 2  Nel 1990 i territori della DDR confluirono nella Repubblica Federale di Germania, che continua ad esistere. Ciò che ebbe termine fu l'uso del soprannome "Germania Ovest" per indicare la Repubblica Federale di Germania.
2. ↑  Berlino Ovest costituiva de facto – pur con alcune particolarità – uno stato federato della Germania Ovest, ma de iure era suddivisa in tre settori di occupazione: britannico, francese e statunitense.

### Bibliografiche
1. 1 2 3 4 5 6 7 8 9 10 11 12 13 14 15   Federico de Agostini, Opera geografica di studio e ricerche socio economiche mondiali, 1977.